# Rudolf Geiter
Rudolf Geiter (Vienna, 28 aprile 1913 – Vienna, 29 agosto 1978) è stato un calciatore austriaco, di ruolo centrocampista.

## Carriera

### Club
Ha giocato nel campionato austriaco e svizzero.

### Nazionale
Ha collezionato 7 presenze con la Nazionale austriaca.